# 駒形神社 (箱根町箱根)
駒形神社（こまがたじんじゃ）は、神奈川県足柄下郡箱根町箱根にある神社。
地名を冠して箱根駒形神社（はこねこまがたじんじゃ）とも称される。
箱根神社（箱根権現）の境外末社であり、現在も兼務社になっている。
なお、箱根町には駒形神社という名称の神社は他に、畑宿、須雲川に2社ある。

## 概要
芦ノ湖南岸の箱根地区、国道1号沿いの「芦川入り口」付近を西方の県道737号へと入った南側に鎮座している。
創建は不詳。修験者たちが箱根駒ヶ岳の地主神である駒形大神を「(荒湯)駒形権現」として祀ったのが起源とされる。
2012年（平成24年）から10年の歳月を懸けて行われた境内整備事業が2022年（令和4年）に終了した。

## 祭神
- 駒形大神（天御中主大神・素戔嗚尊・大山祇神）

## 境内社
- 毘沙門天社（箱根七福神）
- 簑笠明神社（三島明神）
- 犬塚明神社（狼退治の唐犬）